# Tao (patronyme)
Pour les articles homonymes, voir Tao (homonymie).
Le nom de famille Tao est généralement la romanisation du nom de famille chinois 陶.

## Patronyme chinois 陶

### Romanisation
Le caractère 陶 (pinyin : Táo ; Wade : T'ao) est un nom de famille chinois qui signifie terre cuite ou poterie comme nom commun. Sa romanisation usuelle est Tao. Il était en effet romanisé T'ao dans le système Wade-Giles mais l'apostrophe était fréquemment omise. Il est romanisé To, Tou ou Tow en cantonais ; Tô en minnan ; Tau ou Tow en teochew ; Tháu en gan.
Le nom de famille vietnamien qui s'écrivait 陶 en chữ nôm s'écrit maintenant Đào. Le nom coréen qui s'écrivait 陶 en hanja s'écrit maintenant 도 romanisé Do. Le même nom en kanji est romanisé Tō en japonais.
Noter que le kanji 陶 peut avoir une autre prononciation dans les noms de famille japonais, par exemple Sue dans 陶晴賢, Sue Harukata[réf. souhaitée].

### Fréquence
Le nom de famille 陶 était classé 31e dans les « cent noms de famille » de l'époque Song.
Tao était le 82e nom de famille le plus courant en Chine continentale[Quand ?]. Il ne fait plus partie des 100 noms de famille les plus courants à Taïwan.
Tao est un nom de famille assez rare aux États-Unis : il était classé 12 503e lors du recensement de 1990 et 10 033e en 2000.

## Autres origines du patronyme Tao
Tào est aussi un nom de famille vietnamien dérivé de 曹 en chữ nôm et du chinois 曹 (pinyin : Cáo ; Wade : Ts'ao).